# Antoniwka (rejon mikołajowski)
Antoniwka (ukr. Антонівка) – wieś na Ukrainie, w obwodzie mikołajowskim, w rejonie mikołajowskim, w hromadzie Suchyj Jełaneć. W 2001 liczyła 594 mieszkańców, spośród których 582 wskazało jako ojczysty język ukraiński, 11 rosyjski, a 1 mołdawski.